# تاتشيكاوا (طوكيو)

شعار مدينة تاتشيكاوا

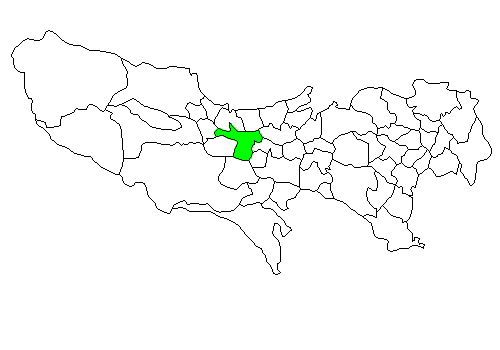
موقع مدينة تاتشيكاوا ضمن محافظة طوكيو

مدينة تاتشيكاوا (باليابانية 立川市 تاتشيكاوا-شي) هي مدينة تقع في غرب محافظة طوكيو، اليابان.
في عام 2004، وصل التعداد السكاني للمدينة إلى 174,605 نسمة، والكثافة السكانية 7,976 نسمة في الكيلومتر مربع، والمساحة الإجمالية 24.38 كم مربع. تم تأسيس المدينة في الأول من ديسمبر 1940.

## توأمة
لتاتشيكاوا (طوكيو) اتفاقيات توأمة مع:
- سان بيرناردينو

## أعلام
- يوتا كوبو
- ميهو شينودا
- كينتو كورو
- ماكي أراي
- ألان هيل
- يوشيفومي كوندو

## وصلات خارجية
1. موقع مدينة تاتشيكاوا باللغة اليابانية